# Stazione di San Mauro Marchesato
La stazione di San Mauro Marchesato era una stazione ferroviaria posta sulla linea Crotone-Petilia Policastro a servizio del centro abitato di San Mauro Marchesato, in provincia di Crotone.

## Storia
La gestione dell'impianto era affidata dapprima alla Mediterranea Calabro Lucane sin dalla sua apertura nel 1930 fino al 1961, quando si verificò il passaggio di gestione alle Ferrovie Calabro Lucane fino al 1972, anno di smantellamento e chiusura della stazione e dell'intera linea ferroviaria.